# Basse vallée de l'Ain, confluence Ain-Rhône
Basse vallée de l'Ain, confluence Ain-Rhône este o arie protejată (sit de importanță comunitară — SCI) din Franța întinsă pe o suprafață de 3.409 ha, integral pe uscat.

## Localizare
Centrul sitului Basse vallée de l'Ain, confluence Ain-Rhône este situat la coordonatele 45°56′06″N 5°15′13″E / 45.9349°N 5.25355°E.

## Înființare
Situl Basse vallée de l'Ain, confluence Ain-Rhône a fost declarat arie specială de conservare în baza directivei 92/43 din 1992 referitoare la conservarea habitatelor naturale și a faunei și florei sălbatice pentru a proteja 1 specie de plante și 12 specii de animale.

## Biodiversitate
Situată în ecoregiunea continentală, aria protejată conține 11 habitate naturale: Râuri de munte și vegetația lor lemnoasă cu Salix elaeagnos, Râuri cu maluri nămoloase cu vegetație de Chenopodion rubri p.p. și Bidention p.p., Pajiști uscate seminaturale și facies de acoperire cu tufișuri pe substraturi calcaroase (Festuco-Brometalia) (* situri importante pentru orhidee), Liziere de ierburi înalte hidrofile de câmpie și de nivel montan până la alpin, Mlaștini calcaroase cu Cladium mariscus și specii de Caricion davallianae, Mlaștini alcaline, Păduri aluvionare cu Alnus glutinosa și Fraxinus excelsior (Alno-Padion, Alnion incanae, Salicion albae), Păduri mixte riverane de Quercus robur, Ulmus laevis și Ulmus minor, Fraxinus excelsior sau Fraxinus angustifolia, de-a lungul marilor râuri (Ulmenion minoris), Păduri de fag Asperulo-Fagetum, Cursuri de apă de la nivel de câmpie la nivel montan, cu vegetație Ranunculion fluitantis și Callitricho-Batrachion, Păduri pe pante, grohotișuri și ravene de Tilio-Acerion.
La baza desemnării sitului se află mai multe specii protejate:
- plante (1): Luronium natans
- mamifere (4): castor (Castor fiber), vidră de râu (Lutra lutra), liliac comun (Myotis myotis), liliacul mare cu potcoavă (Rhinolophus ferrumequinum)
- nevertebrate (3): Coenagrion mercuriale, rădașcă (Lucanus cervus), Vertigo moulinsiana
- pești (4): zglăvoacă (Cottus gobio), cicar (Lampetra planeri), clean dungat (Telestes souffia), Zingel asper
- reptile (1): țestoasa de baltă (Emys orbicularis)

Pe lângă speciile protejate, pe teritoriul sitului au mai fost identificate 27 de specii de plante, 8 specii de păsări, 3 specii de nevertebrate.